# Kiskunmajsa
Kiskunmajsa je město v Maďarsku v župě Bács-Kiskun, je centrem stejnojmenného okresu.

## Poloha
Kiskunmajsa leží na jihu Maďarska. Nedaleko od města leží vodní kanál Majsa-Fehértói. Nachází se 70 km jihovýchodně od Dunaföldváru, 45 km jižně od Kecskemétu a 40 km severozápadně od Segedína.

## Historie

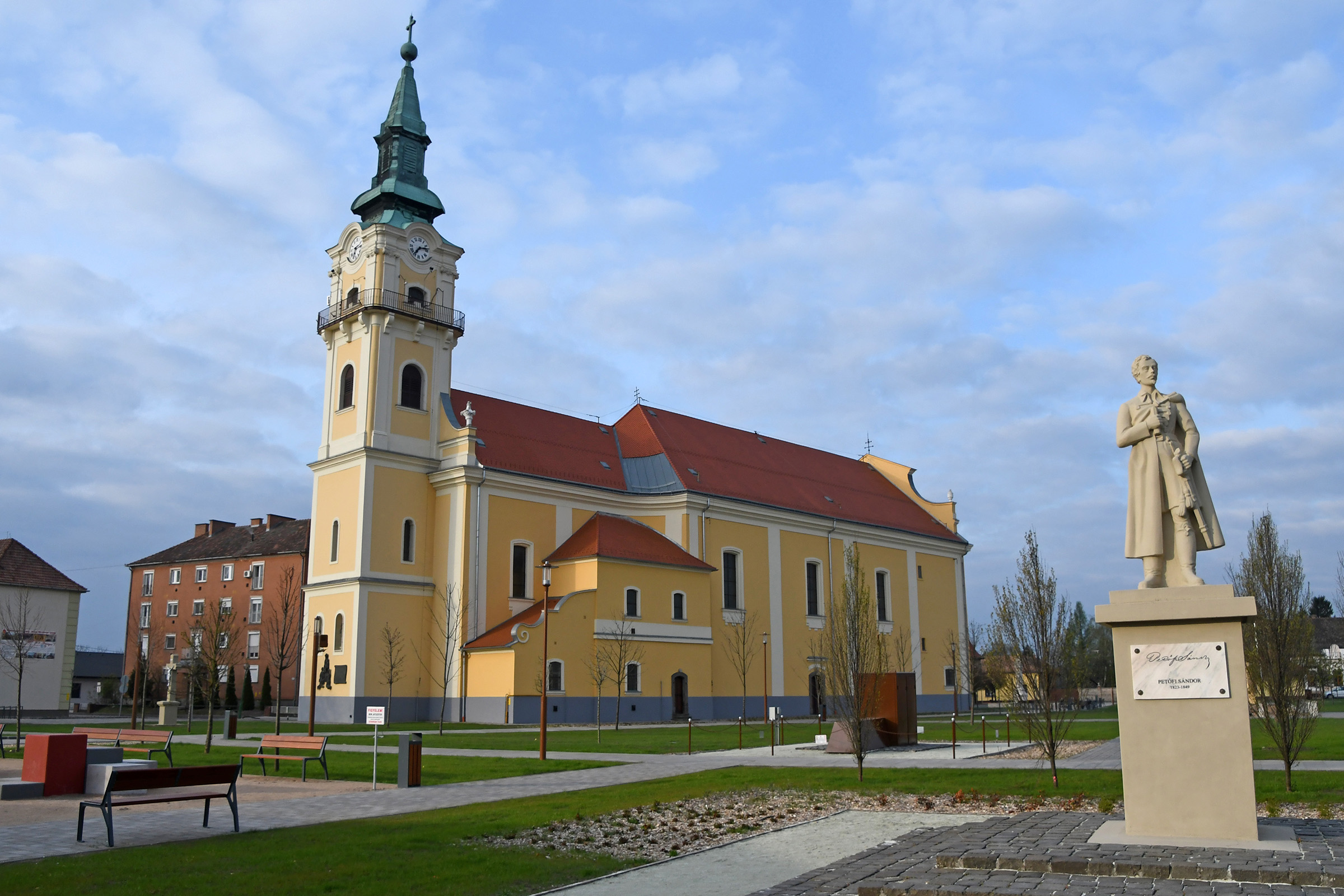
Střed města s římskokatolickým kostelem a sochou Sándora Petőfiho.

V době před tureckou okupací Uher se zde nacházela vesnice Mayossaszállás, která byla během stahování Osmanů z centrálních Uher směrem na jih zcela vypálena. Pravidelné osídlení zde vzniklo v roce 1744. Roku 1837 získala Kiskunmajsa statut města s tržním právem. Dosídlené obyvatelstvo zde bylo většinově katolického vyznání. Stejně jako řada dalších sídel v Maďarsku i zde na konci 19. století došlo k jistému přelidnění. Ač město, připomínalo svoji zástavbou i strukturou zaměstnání (především v průmyslu) velikou vesnici, životní úroveň byla nízká. Obživa obyvatelstva spočívala tehdy buď v chovu dobytka, nebo pěstování vína. 
Podle map druhého vojenského mapování se nedaleko od města nacházel kalvarijní vrch s kostelem, nicméně ten později zanikl. 
Roku 1892 nechal Károly Csontos se svoji ženou iniciovat výstavbu první školy a školy ve městě. Třetí vojenské mapování, které pochází z doby konce 19. století, zobrazuje město jen pod názvem Majsa bez regionálního označení Kiskun-. Město také v dané době obklopovaly různé vinice, např. jižním a severovýchodním směrem od středu města.
Od roku 1956 se ve městě nachází gymnázium.
V 60. letech 20. století byl prováděn v okolí města geologický průzkum a byla hledána ložiska ropy. Po několika neúspěšných pokusech byly ale nalezeny zdroje podzemní vody, což umožnilo vznik termálních lázní. Ty zde byly otevřeny roku 1984. V roce 2022 získalo město nový park.

## Kultura

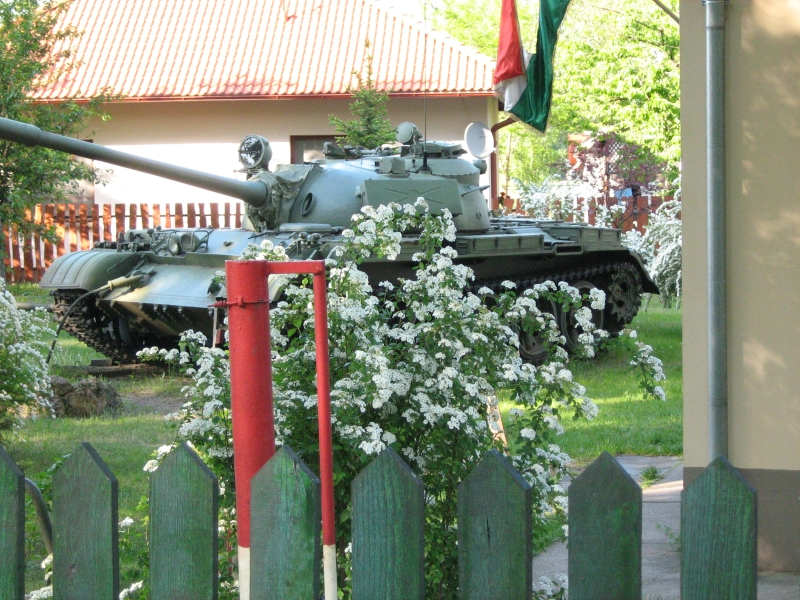
Tank T-55 v místním muzeu.

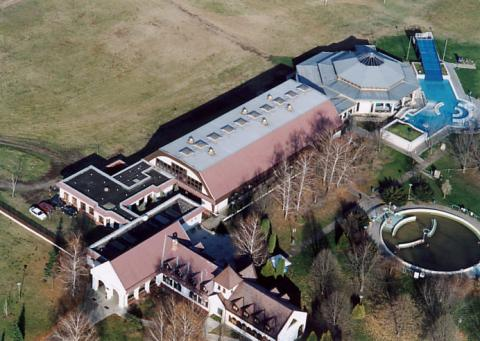
Letecký pohled na místní lázeňský areál.

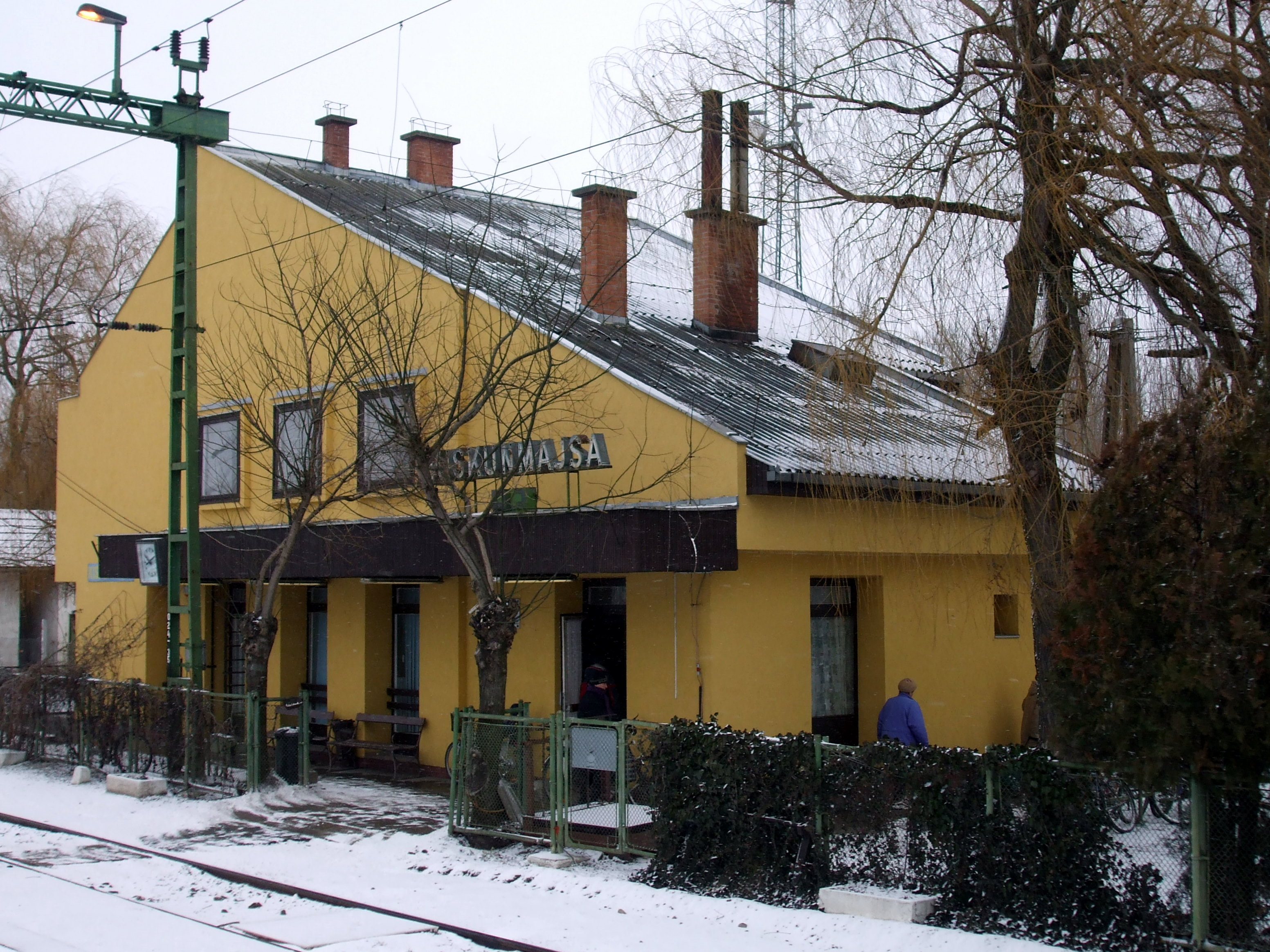
Budova železniční stanice.

V centru města se nachází barokní římskokatolický kostel z roku 1744, zasvěcený Panně Marii. Na okraji města stojí potom kostel místní reformované církve. 
Působí zde také místní historické muzeum Györgyho Konecsniho, který odsud pocházel. 
Další muzeum s pamětní kaplí je věnováno Maďarskému povstání z roku 1956. Památník připomíná rovněž i bitvu u Pošně (dnes Bratislavy) z 12. století.
Navštěvovány jsou rovněž místní lázně. Jejich areál se rozkládá severně od města a k němu přiléhá i separátní místní část Majsafürdő.

## Ekonomika
Tradiční je v Kiskunmajse vinařství, město je obklopeno četnými vinicemi.

## Doprava
Město je křižovatkou regionálních silnic Kiskunhalas – Kiskunfélegyháza (5402) a Soltvadkert – Segedín (5405). V městě se nachází nádraží na místní železniční trať, která spojuje města Kiskunfelegyháza a Kiskunhalas. Vede sem i úzkorozchodná trať z Kecskemétu, ale doprava na ní byla roku 2009 zastavena. Na ní se nachází stanice Kiskunmajsa KK.
Několik kilometrů východně od města prochází významný mezinárodní silniční tah, a to dálnice M5, spojující Budapešť se Segedínem.

## Známé osobnosti
- Mária Gerzsány, maďarská vražedkyně známá tím, že otrávila své oběti jedem.
- György Konecsni, maďarský grafický designér

## Partnerská města
- Bad Schönborn, Německo
- Bačka Topola, Srbsko
- Gheorgheni, Rumunsko
- Lommatzsch, Německo
- Lubliniec, Polsko
- Ukmergė, Litva